# 濱野彰親

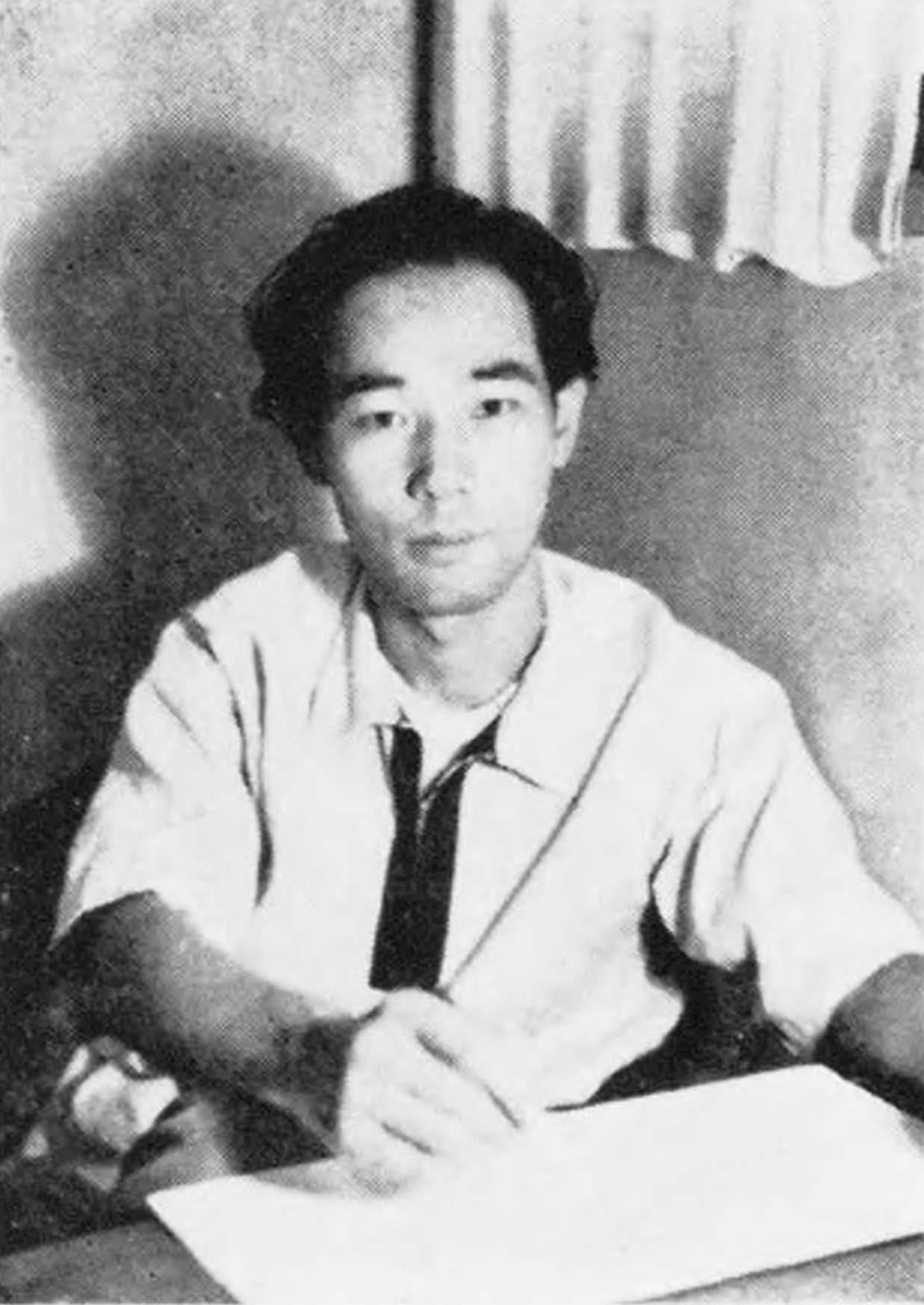
『さしゑ』第3号（1956年）

濱野 彰親（はまの あきちか、1926年〈大正15年〉5月8日 - 2020年〈令和2年〉8月3日）は、日本の挿絵画家。本名政雄（まさお）。1968年（昭和43年）、彰親（あきちか）に改名。日本出版美術家連盟 元会長、現名誉会員。
その作風は、「鋭い感受性と深い観察眼から生れたモノクロームの世界は、そこに生きる人間の本性を暴き出し、小説の世界観を鮮やかに印象付けている」とされる。

## 略歴
- 1926年（大正15年）　5月8日東京都足立区千住に、父・亀太郎と母・なみの長男・政雄（まさお）として生まれる。祖父・三蔵は千住で大きく紙問屋を営み、父は職人数人を使い掛け軸を製作していた。
- 1931年（昭和6年）　父死去。
- 1942年（昭和17年）　青山学院高等科を卒業。鉄道省へ入省。
- 1943年（昭和18年）　日本美術学校油絵科（夜学部）に入学。
- 1945年（昭和20年）　日本美術学校油絵科卒業。4月赤坂歩兵第三連隊に入隊、8月終戦。
- 1946年（昭和21年）　推理小説雑誌『トップ』にて挿絵画家デビュー。以後、新聞小説や大衆文芸雑誌の挿絵を手がける。
- 1950年（昭和25年）　日本出版美術家連盟（1948（昭和23年）創設）に最年少（24歳）で参加。
- 1954年（昭和29年）　若手挿絵画家たちと「挿美会」を結成し、翌年には『さしゑ』を創刊するなど挿絵の発展に尽力。
- 1961年（昭和36年）　濱野政雄画集『B5の絵』を刊行。
- 1964年（昭和39年）　シェル美術賞展佳作賞受賞。
- 1968年（昭和43年）「彰親（あきちか）」に改名。松本清張、山崎豊子、火野葦平、川上宗薫、菊村到、近藤啓太郎、黒岩重吾、三好徹、森村誠一、深田祐介、山村美紗、ねじめ正一、逢坂剛、津本陽、和久峻三、田辺聖子など、数多くの著名小説家の作品の挿絵を手がけるようになり、週刊誌や新聞などに多数連載。
- 1974年（昭和49年）　第二回『噂』さし絵賞、日本作家クラブ絵画賞受賞。
- 1975年（昭和50年）　第六回講談社出版文化賞（さしえ賞）受賞。
- 2001年（平成13年）〜2006（平成18年）、2008（平成20年）〜2017（平成29年）3月まで日本出版美術家連盟会長に就任。
- 2012年（平成24年）　画集『濱野彰親挿絵原画集　モノクロームへの眼差し』刊行。
- 2013年（平成25年）　弥生美術館にて濱野彰親展「モノクロームへの眼差し -人間の本性を暴く-」開催。
- 2017年（平成29年）　日本出版美術家連盟の一般社団法人に伴い、名誉会員となる。
- 2020年（令和2年）8月3日午後1時55分　誤嚥性肺炎により東京都の自宅で死去[2]。94歳没。

## 主な挿絵
- 松本清張「利」「清張短篇新集」「天才画の女」「黒革の手帖」「十万分の一の偶然」「迷走地図」「昇る足音」「幻華」「紙碑」「数の風景」
- 山崎豊子「二つの祖国」「大地の子」
- 火野葦平「街の灯」「魔女宣言」「花の座」
- 池波正太郎「青空の街」
- 川上宗薫「色道まつり」「おんなの教室」「好色涙あり」「好色流転」「熟れる」「昼と夜と」「開く花」「女体読本」「色めぐり」ほか多数
- 菊村到「狼は迷路を走る」「夜明けに花を撃て」「夜はさすらいの時」
- 梶山季之「やめてよ、あなた」
- 近藤啓太郎「微笑」
- 黒岩重吾「老城の恋」「太陽を這う」
- 三好徹「帰らざる夜」「賭ける」「暁に帰る」
- 森村誠一「青春の源流」「棟居刑事ラブアフェア」
- 深田祐介「神鷲（ガルーダ）商人」「暗闇商人」「赤道奔流」
- 山村美紗「京都西大路通り殺人事件」
- ねじめ正一「荒地の恋」
- 逢坂剛「禿鷹の夜」など「禿鷹」シリーズ
- 津本陽「孤塁の名人」「幕末の七人の侍」「紀伊徳川家を支えた家臣」「信長影絵」
- 和久峻三「妖精の指輪」「共犯者の自白」「一億分の一の侵入者」「教唆する弁護人」「死刑台の女」
- 田辺聖子「愛してよろしいですか？」「風をください」
- 夏樹静子「死の谷から来た女」